# Lijst van gemeenten in Ağrı
Onderstaande lijst bevat alle gemeenten (2000) in de Turkse provincie Ağrı.
| District    | Gemeente    |
| ----------- | ----------- |
| Ağrı        | Ağrı        |
| Patnos      | Dedeli      |
| Diyadin     | Diyadin     |
| Doğubeyazıt | Doğubeyazıt |
| Eleşkirt    | Eleşkirt    |
| Eleşkirt    | Tahir       |
| Eleşkirt    | Yayladüzü   |
| Eleşkirt    | Yücekapı    |
| Hamur       | Hamur       |
| Patnos      | Patnos      |
| Taşlıçay    | Taşlıçay    |
| Tutak       | Tutak       |